# 灭菌丹
灭菌丹是一种有机化合物，化学式为C6H4(CO)2NSCCl3，它是具有邻苯二甲酰亚胺结构的杀真菌剂。它可由邻苯二甲酰亚胺钠和三氯甲基氯化硫反应制得。